# Nazionale maschile di roller derby dell'Argentina
La nazionale di roller derby maschile dell'Argentina è la selezione maggiore maschile di roller derby, il cui nickname è Team Argentina, che rappresenta l'Argentina nelle varie competizioni ufficiali o amichevoli riservate a squadre nazionali. Si è classificata settima nel campionato mondiale di roller derby maschile 2014.

## Risultati
Legenda: Grassetto: Risultato migliore, Corsivo: Mancate partecipazioni

## Dettaglio stagioni

### Tornei

#### Mondiali
| Stagione | regular season | regular season | regular season | regular season | regular season | regular season | playoff | playoff | playoff | playoff | playoff | playoff   | playoff    |
|          | Vin            | Par            | Per            | Tot            | PF             | PS             | Vin     | Per     | Tot     | PF      | PS      | risultato | avversaria |
| -------- | -------------- | -------------- | -------------- | -------------- | -------------- | -------------- | ------- | ------- | ------- | ------- | ------- | --------- | ---------- |
| 2014     | 2              | 0              | 1              | 3              | 332            | 252            | 0       | 2       | 2       | 340     | 562     | Settima   | Australia  |
| 2016     |                |                |                |                |                |                |         |         |         |         |         |           |            |
|          |                |                |                |                |                |                |         |         |         |         |         |           |            |
| Totale   | 2              | 0              | 1              | 3              | 332            | 252            | 0       | 2       | 2       | 340     | 562     |           |            |

### Riepilogo bout disputati
| Anno | Luogo      | Evento   | Fase del torneo          | Incontro                | Risultato |
| 2014 | Birmingham | Mondiale | Fase a gironi            | Argentina - Inghilterra | 51 - 158  |
| 2014 | Birmingham | Mondiale | Fase a gironi            | Svezia - Argentina      | 59 - 176  |
| 2014 | Birmingham | Mondiale | Fase a gironi            | Paesi Bassi - Argentina | 35 - 105  |
| 2014 | Birmingham | Mondiale | Quarti di finale         | Francia - Argentina     | 310 - 102 |
| 2014 | Birmingham | Mondiale | Semifinale 5º - 8º posto | Australia - Argentina   | 252 - 238 |

## Confronti con le altre Nazionali
Questi sono i saldi dell'Argentina nei confronti delle Nazionali incontrate.

### Saldo positivo
| Nazionale   | Giocate | Vinte | Pareggiate | Perse | PF  | PS | Ultima vittoria | Ultimo pari | Ultima sconfitta |
| ----------- | ------- | ----- | ---------- | ----- | --- | -- | --------------- | ----------- | ---------------- |
| Svezia      | 1       | 1     | 0          | 0     | 176 | 59 | 2014            | -           | -                |
| Paesi Bassi | 1       | 1     | 0          | 0     | 105 | 35 | 2014            | -           | -                |

### Saldo negativo
| Nazionale   | Giocate | Vinte | Pareggiate | Perse | PF  | PS  | Ultima vittoria | Ultimo pari | Ultima sconfitta |
| ----------- | ------- | ----- | ---------- | ----- | --- | --- | --------------- | ----------- | ---------------- |
| Inghilterra | 1       | 0     | 0          | 1     | 51  | 158 | -               | -           | 2014             |
| Francia     | 1       | 0     | 0          | 1     | 102 | 310 | -               | -           | 2014             |
| Australia   | 1       | 0     | 0          | 1     | 238 | 252 | -               | -           | 2014             |